# Jüdischer Friedhof (Radenín)
Koordinaten: 49° 22′ 29,9″ N, 14° 50′ 51,4″ O

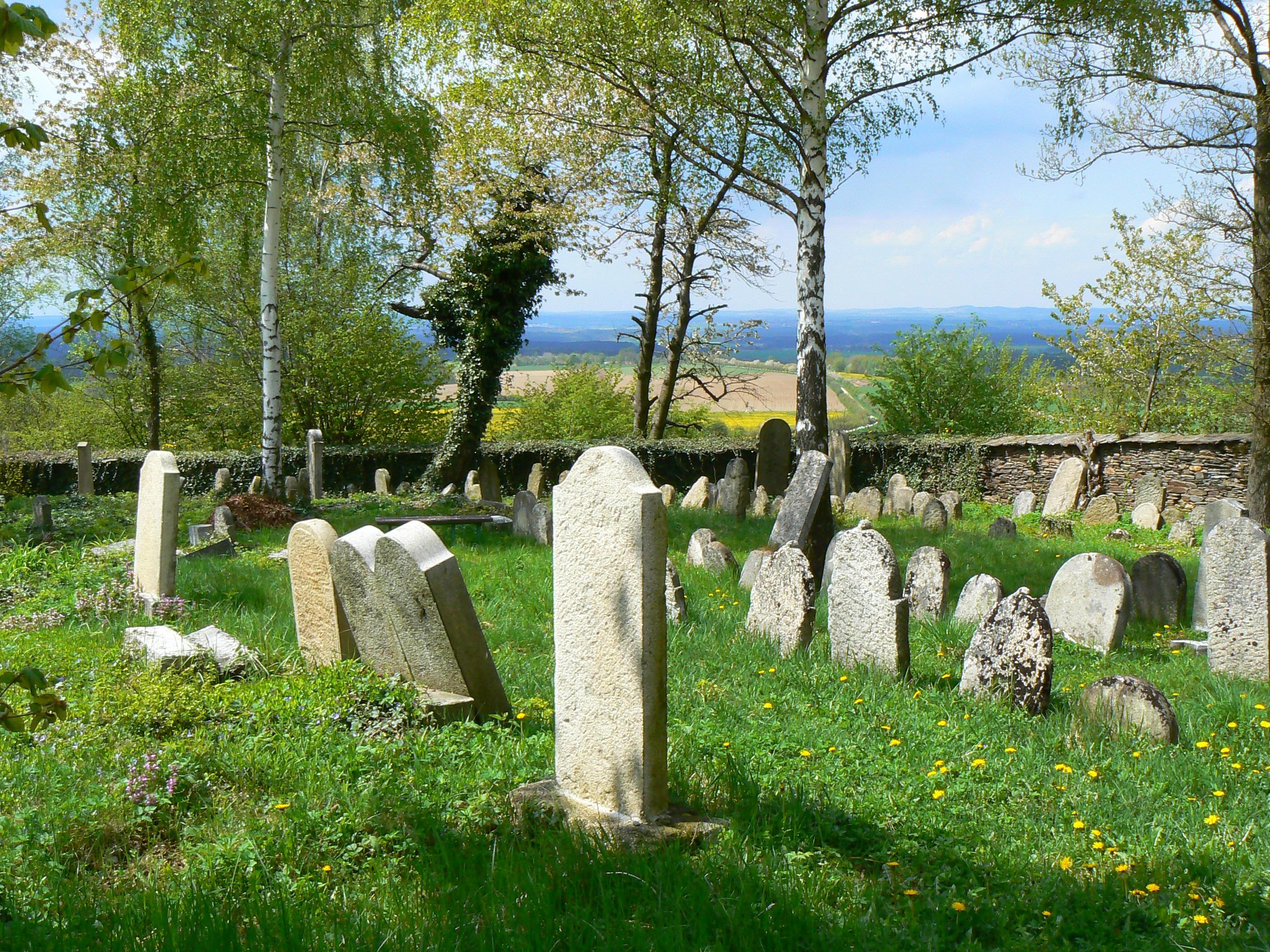
Jüdischer Friedhof Radenín

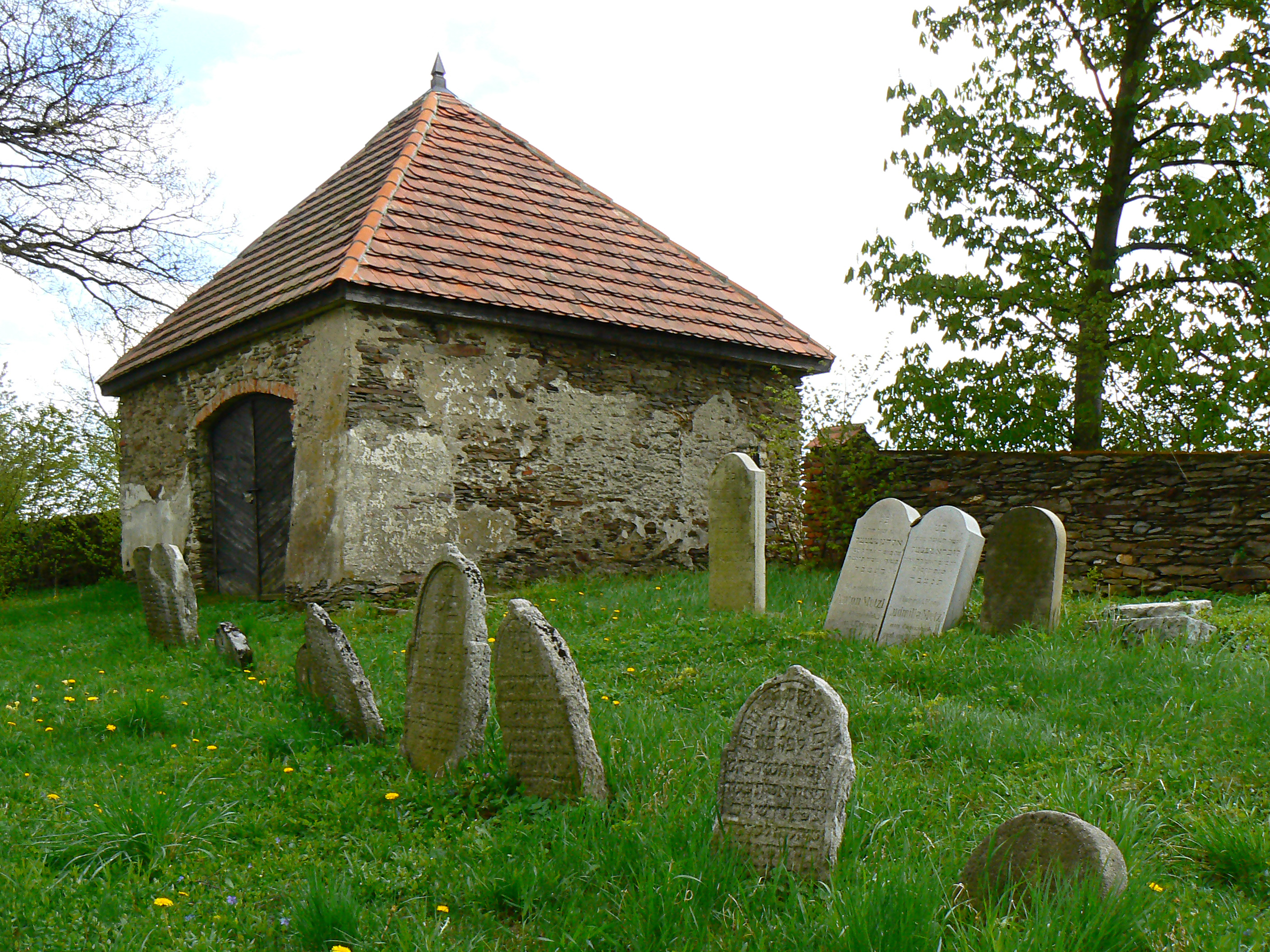
Taharahaus, 2009

Der Jüdische Friedhof Radenín ist ein jüdischer Friedhof in dem tschechischen Ort Radenín im Okres Tábor.
Der 1403 m² große Friedhof befindet sich 200 Meter nördlich des Dorfes auf einem Hügel. Die erste Erwähnung stammt aus dem Jahr 1723, aus der hervorgeht, dass der Friedhof bereits mehr als 50 Jahre existieren soll. Die ältesten erhaltenen Grabsteine stammen aus den 1830er Jahren. Der Friedhof diente auch als eine Begräbnisstätte für einige Gemeinden in der Umgebung. Insgesamt sind 300 Grabsteine erhalten. Die letzte Bestattung auf dem Friedhof fand 1938 statt.
Der Friedhof gehört heute der Jüdischen Gemeinde in Prag. 1958 wurde der Friedhof zum Kulturdenkmal erklärt.